# 弁護士任官制度
弁護士任官制度（べんごしにんかんせいど）とは、弁護士経験を積んだ者が裁判官になること。この場合における「任官」とは、裁判官に任命されることを指す。

## 日本における弁護士からの任官
現在の日本の裁判官は、職業裁判官として、司法試験合格後、司法研修所で司法修習を受けた後、直ちに「判事補」という身分で裁判官に任官し、そしてそのほとんどが10年後にそのまま「判事」になっている。その後も、転勤に伴い各地での判事としての経験を積むことにより、部総括判事、上級裁判所の判事へと昇格していくシステムとなっている。
このため、多くの裁判官は、弁護士などの裁判官以外の法曹を経験せずに裁判官となっており、また学生時代に旧司法試験に合格し、そのまま司法修習に移行する者や、大学生からそのまま法科大学院への進学を行い新司法試験を受けている者が多数である傾向からすれば、裁判官以外の職を全く経験せずに裁判官に任官しているケースがほとんどと言える。キャリア裁判官・職業裁判官とも呼ばれる。これに対し、職業裁判官は実社会における体験が乏しく、しばしば民間の意識と乖離した判決を出すことがあるとする批判が世論や弁護士からは根強い。
一方で裁判所法第42条第1項では10年以上弁護士経験がある者も判事に任命されることができ、同43条では判事補は司法修習生の修習を終えた者であれば一度裁判官に任官せずに弁護士を選んだ者からも任命できるようになっている。弁護士任官制度は戦後の司法制度改革裁判官、検察官、弁護士の人事交流を目指す法曹一元化構想を試験的に導入する過程で採用され、弁護士から任官された裁判官が高裁長官を務める等し約300人の弁護士が任官していたが、判事については1978年（昭和53年）、判事補については1981年（昭和56年）を境に同制度での任官が姿を消した。しばらくして、矢口洪一最高裁長官時代に「豊富な社会経験を積んだ弁護士から裁判官への任用も、今後裁判所の一層の充実に役立つ」との趣旨から弁護士任官を復活させ、1988年（昭和63年）3月に最高裁判所は「判事採用選考要領」を制定して、経験年数15年以上、年齢55歳未満の弁護士から毎年20名程度の判事を採用するという方針が出された。しかし、同要領のもとでの弁護士任官者は1988年に5名、1989年に2名、1990年に0名、1991年に1名の計8名に留まった。1991年に最高裁判所と日本弁護士連合会との協議に基づき、「5年以上弁護士の職にあり、裁判官として少なくとも5年程度は勤務しうるものであって、年齢55歳位までのものについて日本弁護士連合会を通じて任官希望者を募ること」旨の「弁護士からの裁判官採用選考要領」が作成された。
本制度を利用した弁護士からの任官者数は、1988年（昭和63年）から2003年（平成15年）までの15年間では判事50名、判事補10名の合計60名に留まっていた。こうした状況に対して、最高裁判所と日本弁護士連合会は協議の結果2001年に「弁護士任官等に関する協議のとりまとめ」を合意・発表し、さらに調停事件に限定した「非常勤裁判官制度」が導入された。キャリア裁判官や検察官の側にも、2005年より「判事補及び検事の弁護士職務経験に関する法律」が施行された。2016年現在で常勤の弁護士出身裁判官は116人、非常勤裁判官経験者は484人、判事補・検事の弁護士職務経験者は189人となっている。また日本弁護士連合会では、弁護士経験のある法曹による裁判官任官を促進するため、弁護士事務所に対し未来の裁判官を弁護士として採用する弁護士任官支援事務所の募集を行っている。